# Tàu Doña Paz
Tàu Doña Paz là một tàu phà chở hành khách của Philippines đã bị đắm sau khi va chạm với tàu chở dầu Vector ngày 20.12.1987. Với số người chết là 4.375 người, đây là tai họa đắm tàu trong thời bình có nhiều người chết nhất trong lịch sử hàng hải. Tàu phà này chạy từ đảo Leyte tới thủ đô Manila.

## Lý lịch tàu
Tàu Doña Paz được đóng năm 1963 bởi Onomichi Zosen ở Onomichi, Hiroshima, Nhật Bản, có tên gốc là Himeyuri Maru. Trong thời gian vận hành ở Nhật Bản, tàu có sức chở 608 hành khách. Năm 1975, tàu được bán cho Sulpicio Lines, một công ty hàng hải Philippines có một đội tàu phà chở hành khách. Tàu được công ty Sulpicio Lines đặt tên lại là Don Sulpicio, rồi sau đó là Doña Paz.

Một tháng trước khi xảy ra tai nạn, tàu được đưa vào sửa chữa ở xưởng sửa chữa cạn (drydock). Vào thời điểm bị đắm, tàu Doña Paz chạy tuyến đường Manila/ Tacloban/ Catbalogan/ Manila/ Catbalogan/ Tacloban/ Manila, mỗi tuần 2 chuyến.

## Va chạm
Ngày 20.12.1987, lúc 06 giờ 30, giờ tiêu chuẩn Philippines, tàu Doña Paz khởi hành từ thành phố Tacloban, đảo Leyte để tới Manila thủ đô Philippines, với trạm dừng ở thành phố Catbalogan, đảo Samar. Theo lịch trình thì tàu sẽ tới Manila lúc 04 giời sáng hôm sau, và nghe nói rằng cú liên lạc vô tuyến chót của tàu là vào khoảng lúc 20 giờ. Tuy nhiên, các báo cáo sau đó cho biết là tàu Doña Paz không có máy vô tuyến. Vào khoảng 22 giờ 30 tối, tàu này ở vị trí Dumali Point, dọc theo Eo biển Tablas, gần Marinduque. Một người sống sót sau này kể rằng thời tiết trên biển đêm đó sáng sủa nhưng có sóng vỗ. Trong khi đa số các hành khách còn đang ngủ thì tàu Doña Paz đụng phải "tàu chở dầu Vector", một tàu bồn chở dầu tuyến đường từ Bataan tới Masbate. Tàu "Vector" lúc đó chở 8.800 thùng dầu cùng các sản phẩm dầu lửa khác do hãng Caltex Philippines sở hữu.
Khi va chạm, hàng dầu chở trên tàu "Vector" bốc cháy gây ra một trận hỏa hoạn lan sang tàu "Dona Paz". Các người sống sót nhớ lại họ cảm thấy sự đổ vỡ và một tiếng nổ, khiến những người trên tàu hoảng loạn. Một trong những người đó, Paquito Osabel, thuật lại rằng các ngọn lửa lan nhanh khắp tàu, và cả trên mặt biển quanh tàu. Một người sống sót khác cho biết là ánh đèn trên tàu bị tắt ngấm, rằng trên tàu Doña Paz không có áo phao cứu đắm, và không ai trong số thủy thủ đoàn ra một lệnh nào. Sau này nghe nói là các tủ chứa áo phao cứu đắm bị khóa lại. Các người sống sót đã bị buộc phải nhảy xuống biển và bơi giữa các thi thể cháy đen. Tàu Doña Paz đã chìm trong khoảng 2 giờ sau khi va chạm, còn tàu chở dầu Vector thì chìm trong vòng 4 giờ. Cả hai tàu đều chìm ở độ sâu khoảng 545 mét ở eo biển Tablas lúc nhúc cá mập.
Theo như tường trình thì 8 giờ sau các giới chức hàng hải Philippines mới biết tin tai nạn này và phải mất thêm 8 giờ nữa mới tổ chức được các hoạt động tìm kiếm, cấp cứu.

## Những người chết trong tai nạn
26 người sống sót đã được vớt lên, trong đó 24 người là hành khách trên tàu Doña Paz, còn 2 người kia là nhân viên thủy thủ đoàn của tàu chở dầu Vector. Không có nhân viên thủy thủ đoàn nào của tàu Doña Paz sống sót. Phần lớn các người sống sót đã bị bỏng khi nhảy xuống biển đang bị cháy.
Theo thông báo ban đầu của công ty Sulpicio Lines, thì danh sách chính thức hành khách trên tàu Doña Paz là 1.493 người và 60 nhân viên thủy thủ đoàn trên tàu. Theo công ty này thì tàu có sức chở 1.424 hành khách. Một bản danh sách sửa lại công bố ngày 23.12.1987 cho biết có 1.583 hành khách và 58 nhân viên thủy thủ đoàn trên tàu Doña Paz, trong đó 675 người lên tàu ở thành phố Tacloban, còn 908 người lên tàu từ thành phố Catbalogan. Tuy nhiên, một viên chức giấu tên của Công ty Sulpicio Lines nói với hãng UPI rằng các vé phụ thường được bán bất hợp pháp ở trên tàu với giá rẻ hơn, và những hành khách mua loại vé trên không có tên trên danh sách chính thức. Cũng viên chức này còn nói thêm rằng những người có vé biếu và những trẻ em dưới 4 tuổi không phải mua vé cũng không có tên trên danh sách.
Các người sống sót nói rằng có thể tàu Doña Paz đã chở từ 3.000 tới 4.000 hành khách. Họ thấy các dấu hiệu quá đông người trên tàu vì các hành khách phải ngủ dọc theo các hành lang hoặc trên các giường nhỏ của trẻ em với 3 hoặc 4 người trong số họ. Trong số 21 thi thể được nhận dạng 5 ngày sau tai nạn, chỉ có một người có tên trong danh sách hành khách chính thức.
Ngày 28.12.1987,dân biểu Hạ viện Philippines Raul Daza của hạt Bắc Samar nói rằng có ít nhất 2.000 hành khách trên tàu Doña Paz không có tên trong bản danh sách hành khách của tàu. Ông đưa ra con số đó dựa trên một danh sách những người mất tích được cho là ở trên tàu phà này, do các thân nhân và bạn bè của họ cung cấp; các tên trong danh sách trên được các đài phát thanh và truyền hình thành phố Tacloban thu thập biên soạn. Tên của 2.000+ hành khách mất tích này được đăng trên các trang 29 tới 31 của nhật báo Philippine Daily Inquirer ngày 29.12.1987.
Số người chết chính thức cuối cùng sau đó đã được ghi nhận là 1.749, một con số chứng tỏ đây là một tai nạn tàu phà nhiều người chết nhất trong lịch sử. Tuy nhiên, người ta thường chấp nhận rằng số người chết thực tế lớn hơn rất nhiều. Năm 1999 Tòa án Tối cao Philippines đã chính thức thừa nhận là tàu Dona Paz đã chở một số ước lượng 4.000 hành khách. Ấn bản năm 2008 của World Almanac (Niên giám Thế giới) ghi số ước lượng sinh mạng bị mất trong vụ đắm tàu này là 4.341. Tạp chí Time magazine gọi tai nạn này là thảm họa hàng hải chết chóc nhất trong thời bình của thế kỷ 20. Với số người chết ước tính như trên, vụ chìm tàu Doña Paz được gọi là thảm kịch trên biển chết chóc nhất thế giới trong thời bình.

### Các phản ứng và hậu quả
Tổng thống Philippines Corazon Aquino đã mô tả thảm kịch này như "một thảm kịch quốc gia có tầm vóc rất đau thương...nỗi buồn của [nhân dân Philippines] càng đau đớn hơn vì thảm kịch này đã xảy ra khi sắp tới lễ Chúa giáng sinh". Giáo hoàng Gioan Phaolô II, Thủ tướng Nhật Bản Noboru Takeshita và Nữ hoàng Elizabeth II của Vương quốc Anh đã gửi thư chính thức phân ưu.
Ba ngày sau tai nạn, công ty Sulpicio Lines đã loan báo là tàu Doña Paz được bảo hiểm 25 triệu peso Philippines (khoảng 1 triệu dollar Mỹ năm 2011), và công ty sẽ bồi thường cho những người sống sót mỗi nạn nhân 20.000 peso Philippines. Những ngày sau đó, hàng trăm thân nhân các gia đình nạn nhân đã tụ tập tại công viên Rizal đòi các chủ tàu cũng phải bồi thường cho các gia đình những nạn nhân không có tên trong danh sách hành khách chính thức, cũng như phải làm bản báo cáo đầy đủ những người bị mất tích.
Theo cuộc điều tra ban đầu do Lực lượng tuần duyên Philippines thực hiện, thì lúc xảy ra tai nạn chỉ có một nhân viên học nghề của thủy thủ đoàn tàu Doña Paz theo dõi ở trên đài chỉ huy của tàu. Các sĩ quan khác thi hoặc là đang uống bia hoặc đang xem truyền hình, trong khi viên thuyền trưởng thì đang coi một phim ở băng video Betamax của mình. Tuy nhiên, các cuộc điều tra tiếp theo cũng phát hiện là tàu chở dầu Vector hoạt động mà không có giấy phép, đài gác hoặc thuyền trưởng đủ tiêu chuẩn hợp thức. Ban điều tra hàng hải cuối cùng đã xóa lỗi của công ty Sulpicio Lines trong vụ tai nạn này. Năm 1999, Tòa án tối cao Philippines phán quyết là các chủ tàu chở dầu Vector có trách nhiệm phải bồi thường cho các nạn nhân của vụ va chạm tàu này. Một số đơn khiếu kiện chống lại hoặc công ty Sulpicio Lines hoặc các chủ nhân của tàu chở dầu Vector - chẳng hạn các đơn của gia đình Cañezal (mất 2 thành viên) và gia đình Macasas (mất 3 thành viên) - được Tòa án tối cao phán quyết là các gia đình của những nạn nhân không có tên trong danh sách hành khách chính thức cũng đều được bồi thường..

## Trong văn hóa bình dân
National Geographic Channel (Kênh truyền hình Địa lý quốc gia) đã chiếu ra mắt phim tài liệu về tàu Doña Paz dưới tên Tàu Titanic của châu Á vào ngày 25.8.2009.